# Kazuya Kato
Pour les articles homonymes, voir Kato.
Kazuya Kato (加藤 和也, Katō Kazuya) est un mathématicien japonais, né le 17 janvier 1952.

## Formation et carrière
Kazuya Kato est né le 17 janvier 1952 dans la préfecture de Wakayama au Japon, où il a grandi. Il est allé étudier à l'Université de Tokyo, où il a obtenu sa maîtrise en 1975, et son doctorat en 1980. Il a été professeur à l'Université de Tokyo, à l'Université de technologie de Tokyo et à l'Université de Kyoto. Il a rejoint le corps professoral de l'Université de Chicago en 2009.

## Travaux
Il a contribué à la théorie des nombres et à des domaines connexes à la géométrie algébrique. Ses premiers travaux ont porté sur les généralisations en hautes dimensions de la théorie des corps de classes locaux à l'aide de la K-théorie de Milnor. Il a ensuite étendu ses recherches à la théorie des corps de classe plus globale, au sujet de laquelle plusieurs de ses articles ont été écrits conjointement avec Shūji Saitō. Il a contribué à la théorie p-adique de Hodge (en), à la géométrie logarithmique (dont il fut l'un des créateurs en collaboration avec Jean-Marc Fontaine et Luc Illusie), des conjectures de comparaison, des valeurs spéciales des fonctions zêta (en) dont la conjecture de Birch et Swinnerton-Dyer et la conjecture de Bloch-Kato sur les nombres de Tamagawa (en), ainsi qu'à la théorie d'Iwasawa.

## Prix et distinctions
Un volume spécial de la série Documenta Mathematica a été publié en l'honneur de son 50e anniversaire : en même temps que des articles de recherche écrits par les plus grands théoriciens des nombres et d'anciens élèves, il contient une chanson de Kato sur les nombres premiers.
En 1988, il reçoit un prix de la Société mathématique du Japon. En 1995 il est lauréat du prix Inoue et en 2005 du prix Gakushiin. En 2005, Kato a reçu le Prix impérial de l'Académie japonaise « pour ses recherches en géométrie arithmétique ». Il est membre de l'Académie américaine des arts et des sciences depuis 2011.
En 2006 il donne une conférence plénière au Congrès international des mathématiciens à Madrid intitulée « Iwasawa Theory and Generalizations » et en 1990 il est conférencier invité au Congrès international des mathématiciens à Kyoto avec une conférence intitulée « Generalized class field theory » et de nouveau en 2002 à Pékin avec « Tamagawa number conjecture for zeta values ».

## Ouvrages
Il a publié de nombreux livres en Japonais, dont quelques-uns ont déjà été traduits en anglais. Il a écrit un livre sur le dernier théorème de Fermat et il est également l'auteur de deux volumes d'une trilogie sur la théorie des nombres, qui ont été traduits en anglais.
- Kazuya Kato, Nobushige Kurokawa, Saito Takeshi: Number Theory 1: Fermat's Dream. American Mathematical Society, Providence 1993,  (ISBN 0-8218-0863-X).